# Unio turtoni
Unio turtoni é uma espécie de bivalve da família Unionidae.
É endémica de França.